# 德克薩斯州武裝力量
得克萨斯州武装力量（英語：Texas Military Forces，TXMF）是德克薩斯州軍事部執行安全政策的武力，保衛美國擁有第二多人口和第二長邊境的州。德州軍隊包括得克萨斯州陸軍國民警衛隊、德克薩斯州空軍國民警衛隊、德克薩斯州防衛隊，這三個分支皆由德克薩斯州州長直接任命的德克薩斯州副官指揮。
德克薩斯州軍隊的歷史最早可追朔至1823年負責保衛老三百人的民兵，歷經墨西哥政府、德克薩斯共和國、美國邦聯、美國聯邦政府的管轄。目前是美國國內僅次於美軍的武裝力量，擁有步兵、砲兵、裝甲兵、特種部隊等地面單位，還有具有打擊和運輸能力的航空部隊、旋翼機隊、無人機隊和一支船隊。

## 組成

### 目前的部隊
- 得克萨斯州陆军国民警卫队
- 得克萨斯州空军国民警卫队
- 得克萨斯州防衛隊（英语：Texas State Guard）

### 曾經的部隊
- 得克萨斯民兵（英语：Texian Militia）
- 德克薩斯遊騎兵
- 得克萨斯陆军（英语：Texian Army）
- 得克萨斯海军（英语：Texian Navy）
- 得克萨斯共和國陆军（英语：Army of the Republic of Texas）
- 得克萨斯共和國海军（英语：Texas Navy）
- 得克萨斯共和國海军陆战队（英语：Texas Marines）